# Wyspa Kocia
Wyspa Kocia, zwana także Kocia Kępa, Kotowy Ostrów (niem. Katzeninsel) – wyspa w zachodniej części jeziora Święcajty, będąca przedłużeniem Kalskiego Rogu, przez co oddziela Zatokę Kalską od reszty jeziora. Na wschód od wyspy znajduje się najgłębsze miejsce jeziora – 28 metrów.